# Clasificación por equipos en el Giro de Italia
La clasificación por equipos en el Giro de Italia, también conocida como Trofeo Fasto Team o clasifica a squadre es una de las clasificaciones secundarias del Giro de Italia. Fue instaurada en la primera edición del Giro y no se ha dejado de premiar en ninguna edición. No se tiene que confundir con la clasificación por equipos por puntos. 
En los últimos años esta clasificación se determina a partir de la suma de los tres primeros clasificados de cada equipo en cada etapa sin tener en cuenta las bonificaciones. El equipo con un menor tiempo al finalizar lo Giro es el vencedor de esta clasificación. En caso de empate se contarían las posiciones obtenidas por estos tres primeros ciclistas para decidir el vencedor.

## Palmarés
| Año  | Equipo                      |
| ---- | --------------------------- |
| 1909 | Atala-Dunlop                |
| 1910 | Atala-Continental           |
| 1911 | Bianchi                     |
| 1912 | Atala-Dunlop                |
| 1913 | Maino                       |
| 1914 | Stucchi-Dunlop              |
| 1919 | Stucchi-Dunlop              |
| 1920 | Bianchi-Pirelli             |
| 1921 | Bianchi-Dunlop              |
| 1922 | Legnano                     |
| 1923 | Legnano                     |
| 1924 | Desconocido                 |
| 1925 | Legnano                     |
| 1926 | Legnano                     |
| 1927 | Legnano                     |
| 1928 | Legnano                     |
| 1929 | Legnano                     |
| 1930 | Bianchi-Pirelli             |
| 1931 | Legnano                     |
| 1932 | Legnano                     |
| 1933 | Legnano                     |
| 1934 | Gloria                      |
| 1935 | Fréjus                      |
| 1936 | Legnano                     |
| 1937 | Fréjus                      |
| 1938 | Gloria-Ambrosiana           |
| 1939 | Fréjus                      |
| 1940 | Gloria                      |
| 1946 | Legnano                     |
| 1947 | Welter                      |
| 1948 | Wilier Triestina            |
| 1949 | Wilier Triestina            |
| 1950 | Fréjus                      |
| 1951 | Taurea                      |
| 1952 | Bianchi-Pirelli             |
| 1953 | Ganna                       |
| 1954 | Girardengo                  |
| 1955 | Atala                       |
| 1956 | Atala                       |
| 1957 | Legnano                     |
| 1958 | Carpano                     |
| 1959 | Atala-Pirelli-Lygie         |
| 1960 | Ignis                       |
| 1961 | Faema                       |
| 1962 | Flandria-Faema-Clément      |
| 1963 | Carpano                     |
| 1964 | Saint-Raphaël-Gitane-Dunlop |
| 1965 | Salvarani                   |
| 1966 | Molteni                     |
| 1967 | Kas-Kaskol                  |
| 1968 | Faema                       |
| 1969 | Faema                       |
| 1970 | Faemino                     |
| 1971 | Molteni                     |

| Año  | Equipo                           |
| ---- | -------------------------------- |
| 1972 | Molteni                          |
| 1973 | Molteni                          |
| 1974 | Kas-Kaskol                       |
| 1975 | Brooklyn                         |
| 1976 | Brooklyn                         |
| 1977 | Flandria                         |
| 1978 | Bianchi-Faema                    |
| 1979 | Sanson-Luxor TV                  |
| 1980 | Bianchi-Piaggio                  |
| 1981 | Bianchi-Piaggio                  |
| 1982 | Bianchi-Piaggio                  |
| 1983 | Gemeaz Cusin                     |
| 1984 | Renault-Elf                      |
| 1985 | Alpilatte-Cierre                 |
| 1986 | Supermercati Brianzoli           |
| 1987 | Panasonic-Isostar                |
| 1988 | Carrera Jeans-Vagabond           |
| 1989 | Fagor-MBK                        |
| 1990 | ONCE                             |
| 1991 | Carrera Jeans-Vagabond           |
| 1992 | GB-MG Maglificio                 |
| 1993 | Lampre-Polti                     |
| 1994 | Carrera Jeans-Tassoni            |
| 1995 | Gewiss-Ballan                    |
| 1996 | Carrera Jeans                    |
| 1997 | Kelme Costa Blanca               |
| 1998 | Mapei-Quick Step                 |
| 1999 | Vitalicio Seguros-Grupo Generali |
| 2000 | Mapei-Quick Step                 |
| 2001 | Alessio                          |
| 2002 | Alessio                          |
| 2003 | Lampre                           |
| 2004 | Saeco Macchine per Caffè         |
| 2005 | Liquigas-Bianchi                 |
| 2006 | Phonak                           |
| 2007 | Saunier Duval-Prodir             |
| 2008 | CSF Group-Navigare               |
| 2009 | Astana Pro Team                  |
| 2010 | Liquigas-Doimo                   |
| 2011 | Astana Pro Team                  |
| 2012 | Lampre-ISD                       |
| 2013 | Team Sky                         |
| 2014 | AG2R La Mondiale                 |
| 2015 | Astana Pro Team                  |
| 2016 | Astana Pro Team                  |
| 2017 | Movistar Team                    |
| 2018 | Team Sky                         |
| 2019 | Movistar Team                    |
| 2020 | INEOS Grenadiers                 |
| 2021 | INEOS Grenadiers                 |
| 2022 | Team Bahrain Victorious          |
| 2023 | Team Bahrain Victorious          |
| 2024 | Decathlon AG2R La Mondiale Team  |
| 2025 | UAE Team Emirates XRG            |